# 永井智美
永井 智美（ながい ともみ、1971年3月18日 - ）は、日本のAV女優。こずプロ（クルーズグループ）所属。
趣味・特技:妄想、お菓子作り、ピアノ、着付け、フランス語。

## 略歴・人物
2008年にデビューした。

## 出演作品

### アダルトビデオ
2008年
- 近親相姦遊戯 母と子 10巻 （12月10日、グローバルメディアエンタテインメント）

2009年
- 四十路妻中出しドキュメント （1月10日、小林興業）…主演:羽鳥澄香
- 独占!人の妻ワイドスペシャル　壊れる、壊れる〜気持ち良すぎてダメッ! 悶え狂い絶叫する普通の奥さん （1月11日（レンタル） / 12月18日（セル）、アテナ映像）…オムニバス作品
- 初撮り 新人妻（1月15日、ドリームステージエンタテインメント）
- 刹那的背徳旅行 人妻失格 #2 （1月23日、ゴーゴーズ）
- 人妻中出しナンパ 4 （2月5日、グローリークエスト）…オムニバス作品
- のぞき穴 人妻の秘密 （2月5日、小林興業）
- 意外とヤレる!? 人妻合コン （2月5日、アイエナジー）
- マッサージで感じちゃった私。 （2月13日 アロマ企画）…オムニバス作品
- 母子淫愛DX 息子への愛に目覚めた5人の母たち （2月18日、LOTUS）…オムニバス作品
- 熟年カップル参加大募集!! 「私の妻を恥ずかしめて下さい。」 （2月20日、プリモ）
- 人妻童貞狩り （2月25日、小林興業）…主演:矢沢美奈
- 近親相姦フェラチオ （2月25日、竜宮城）…オムニバス作品
- 調教上手な隣のお母さん （3月2日、ドリームステージエンタテインメント）
- 同級生のお母さん （3月5日、ドリームステージエンタテインメント）
- お母さんのセンズリ鑑賞 （3月6日、映天）…オムニバス作品 ※アダルトサイト「お母さん.com」のDVD版
- TOKYO熟女 上野で会ったセボンな美人妻 （3月16日、スターゲート）
- 秋葉原 ビデオボックスオナニー盗撮 .04 （3月26日、ティファ・コーポレーション）…オムニバス作品
- 中出し近親性交 （4月23日、センタービレッジ）
- 必ずヤレる! 熟女ナンパ 超おばチャンネル 3 （4月24日、アカデミック）…オムニバス作品
- 人妻デリバリー 15 （4月25日（レンタル） / 5月29日（セル）、クリスタル映像）…オムニバス作品
- 人妻達の淫らな秘め事 （5月18日、Nadeshiko）
- 親友の母 中出し （5月25日、小林興業）
- オナニーすけべ顔 4 （6月1日、趣向倶楽部）…オムニバス作品
- フェラコレ 熟女編 5 25人のフェラマダム （6月15日、隼エージェンシー）…オムニバス作品
- 三十路 四十路の毛深いヘアー 恥美 淫美 淫語 淫話 （6月25日、FA映像出版プロダクト）…オムニバス作品
- 人妻エロ本 3 夫以外の男と狂う妻たち （6月25日、FAプロ）…オムニバス作品
- 放尿 第二回作品 （6月25日、趣向倶楽部）…オムニバス作品
- めったに言わない卑猥淫語 人妻たちがソレをささやく時 （7月10日、FAプロ）…オムニバス作品
- 四十八手コキ （7月20日、レイディックス）…オムニバス作品
- 妻の性癖 （7月23日、AROUND）
- おかあさんの浣腸 （7月24日、三和出版）
- 人妻熟女! 本当にあった生保レディーの訪悶犯売 3 （7月25日、TMクリエイト）
- 母親失格 （7月27日、小林興業）…主演:押尾伸子
- 親友の母 親友の母と淫らな関係 （8月10日、ドリームステージエンタテインメント）
- 下半身が疼く時… 無言電話の相手は隣りの未亡人/出来の悪い息子、アッチの出来は文句なく/コンニャクでマスかく好き者嫁 （8月25日、FAプロ）…オムニバス作品
- 僕のお母さんはおチンチン大好き! 〜せめて妄想だけでも〜 （9月11日、映天）…オムニバス作品 ※アダルトサイト「お母さん.com」のDVD版
- 性的不満の人妻たち あ〜誰かにやられたい 引越の部屋/隣りの旦那/通勤バス （9月25日、FAプロ）…オムニバス作品
- こだわりの手コキ 人妻編 5 （10月15日、隼エージェンシー）…オムニバス作品
- 無理矢理 ねっとり 責めてくる 淫語痴女妻 （10月17日、ラハイナ東海）…オムニバス作品
- 日常的伝線パンスト穿き替え風景 3 （11月1日、趣向倶楽部）…オムニバス作品
- 上司の妻 〜淫乱熟女の誘惑〜 （11月5日、スティルワークス）…オムニバス作品
- お母さんと日常生活 6 （11月13日、映天）…オムニバス作品 ※アダルトサイト「お母さん.com」のDVD版
- 人妻恥悦旅行 人妻アイドル復活編 （12月3日、グローリークエスト）
- お母さんのセンズリお手伝い 2 （12月4日、イー・エックス）…オムニバス作品 ※アダルトサイト「お母さん.com」のDVD版
- 公園の中の公衆便所 人妻変態痴女 （12月25日、FAプロ）…オムニバス作品

2010年
- あなた、ごめんなさい… 〜刺激に飢えた人妻が一線を越える時〜 （2月7日、マドンナ）
- 世間によくいる好きもの女 爺様のツバ呑む嫁/レイプでもイってしまう女/女とも男ともやる両刀女/婿に手をだす母 （2月10日、FAプロ）…オムニバス作品
- そそり立つ竿を想い浮かべ 女は誰もがマスをかく 3 （2月10日、FAプロ）…オムニバス作品
- あ〜中高年 他人(ひと)様の女はエロスなり （2月25日、FAプロ）…オムニバス作品
- お母さんがするオナニー 3 （2月26日、イー・エックス）…オムニバス作品 ※アダルトサイト「お母さん.com」のDVD版
- 本格レズ 夫のいぬ間に…主婦たちのハード情交 （3月12日、東京音光）
- 人妻アナル弄り （4月2日、ゴーゴーズ）
- W不倫旅行 箱根羞恥温泉 （4月25日、アリーナ・エンターテインメント）
- シャバに戻った男の強姦犯罪 やっぱりやっちまいました! （4月25日、FAプロ）…オムニバス作品
- 夫婦交換 妻を他人の男に抱かせる夫たち 妻を輪姦させ それを覗く夫/大学教授夫妻の興奮プレイ （7月10日、FAプロ）
- シャバに戻った男の強姦犯罪 やっぱり我慢できねえ! レイプ （8月10日、FAプロ）…オムニバス作品

### アダルトサイト
- 永井智美 （お母さん.com）
- モデルインタビュー #32 永井智美 （趣向倶楽部）
- 下着試着室 NO.359 （趣向倶楽部）
- NO.00142 M的熟女 （ネイキッド）

### オリジナルビデオ
- のぞき穴 人妻の秘密 （2009年3月27日）
- 禁断夫婦交換 スワッピングへの誘い （2009年8月5日、プレミアムリップス）
- 監禁・凌辱された美人熟女姉妹 （2010年3月3日、プレミアムリップス）